# McLaren M19
La McLaren M19 fu una vettura di Formula 1 disegnata da Ralph Bellamy. Nella sua versione A corse tra il 1971 e il 1972, mentre nella versione C corse tra il 1972 e il 1973.

## Versione A
Costruita in alluminio monoscocca, spinta dal tradizionale motore Ford Cosworth DFV, disponeva di un cambio Hewland DG300, ed era gommata Goodyear. Fece il suo esordio nel Gran Premio del Sud Africa 1971 con al volante Denny Hulme.
Nel corso della stagione ottenne un terzo posto con Mark Donohue (impiegato dalla scuderia statunitense Penske) nel Gran Premio del Canada, due quarti posti (con Hulme) e un quinto. Il miglior risultato in prova fu il terzo posto conquistato da Hulme nel Gran Premio degli Stati Uniti. Hulme ottenne il gpv in Canada.
Nel 1972 la vettura iniziò subito bene con Hulme che conquistò subito un secondo posto nel Gran Premio d'Argentina. Alla seconda gara stagionale, il Gran Premio del Sud Africa, la M19A, sempre con Hulme alla guida, vinse il suo unico gp iridato. Nella stessa gara Peter Revson giunse secondo. Nella stagione Revson conquisterà ancora un terzo posto e Brian Redman un quinto. L'ultima utilizzazione in gara avverrà nel Gran Premio degli Stati Uniti in cui una M19A verrà affidata a Jody Scheckter, all'esordio nel mondiale.

## Versione C

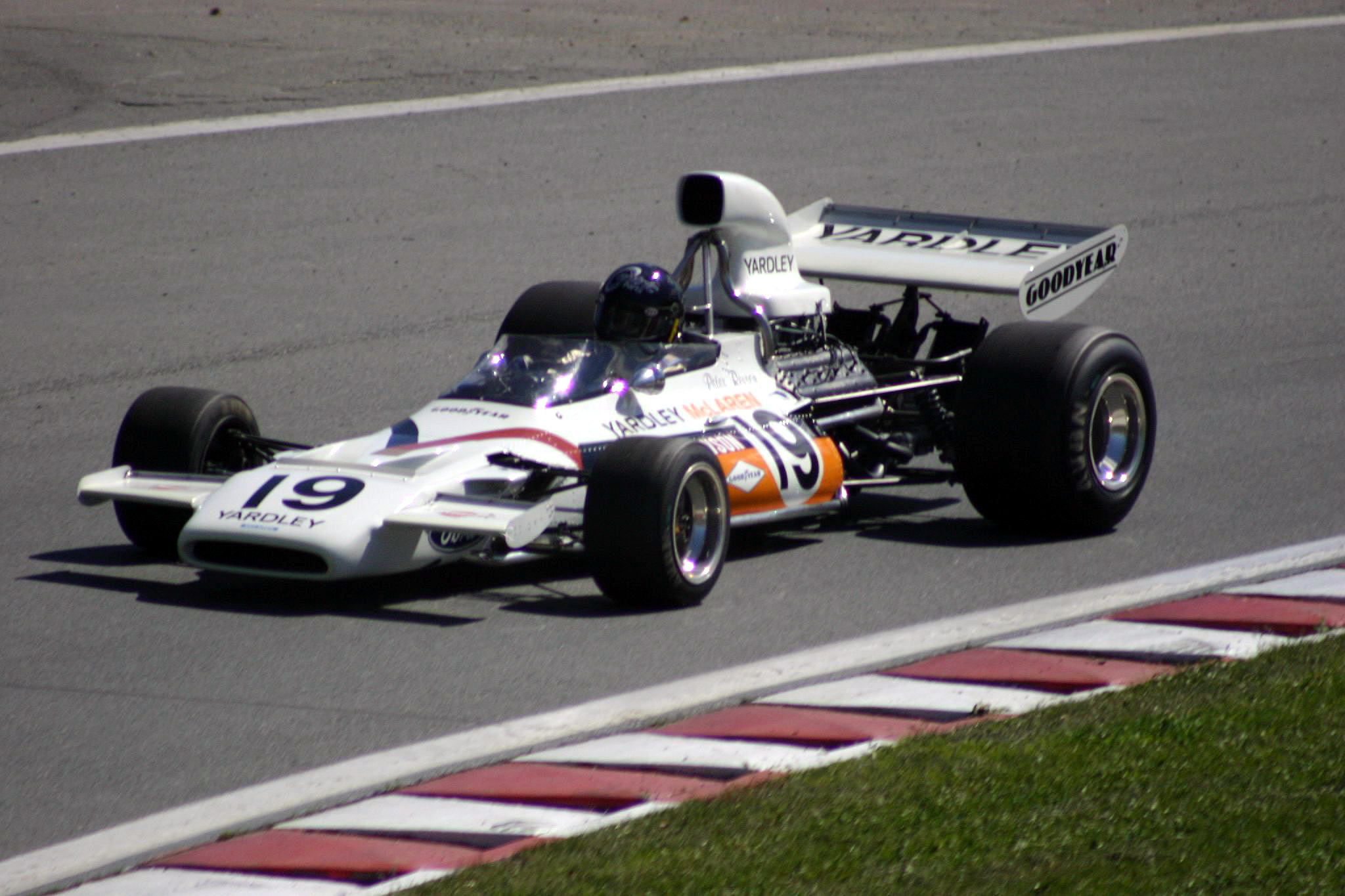
Una McLaren M19C

Disponeva di un cambio Hewland FG400. La nuova versione C fece il suo esordio al Gran Premio di Monaco 1972, sempre con Denny Hulme al volante. Il neozelandese sarà secondo in Austria, così come Revson in Canada, unica gara in cui la vettura partirà dalla pole. Revson giunse terzo in Austria, mentre Hulme fu sul podio basso in Belgio, Italia, Canada e Stati Uniti. Hulme ottenne il gpv in Austria.
Nel 1973 l'inizio di stagione fu promettente con la M19C capace di andare a podio con Hulme (3° in Brasile) e Revson in Sud Africa (2°). Hulme otterrà anche un giro più veloce, in Brasile. Nel corso della stagione verrà sostituita dalla M23.

## Gare non valide per il mondiale
Con una M19A Denny Hulme giunse terzo nel Questor Grand Prix (nel 1971), secondo nella Race of Champions 1972 e vinse l'International Gold Cup sempre nel 1972.